# Communauté de communes du Royans-Vercors
Die Communauté de communes du Royans-Vercors ist ein französischer Gemeindeverband mit der Rechtsform einer Communauté de communes im Département Drôme in der Region Auvergne-Rhône-Alpes. Sie wurde am 14. November 2016 gegründet und umfasst 18 Gemeinden. Der Sitz der Verwaltung befindet sich im Ort Saint-Jean-en-Royans.

## Historische Entwicklung
Der Gemeindeverband entstand mit Wirkung vom 1. Januar 2017 durch die Fusion der Vorgängerorganisationen
Communauté de communes le Pays du Royans und Communauté de communes du Vercors.

## Mitgliedsgemeinden
| Gemeinde                                 | Einwohner 1. Januar 2022 | Fläche km² | Dichte Einw./km² | Code INSEE | Postleitzahl |
| ---------------------------------------- | ------------------------ | ---------- | ---------------- | ---------- | ------------ |
| Bouvante                                 | 211                      | 83,88      | 3                | 26059      | 26190        |
| Échevis                                  | 56                       | 11,11      | 5                | 26117      | 26190        |
| La Chapelle-en-Vercors                   | 772                      | 45,27      | 17               | 26074      | 26420        |
| La Motte-Fanjas                          | 197                      | 4,78       | 41               | 26217      | 26190        |
| Le Chaffal                               | 37                       | 11,58      | 3                | 26066      | 26190        |
| Léoncel                                  | 46                       | 43,01      | 1                | 26163      | 26190        |
| Oriol-en-Royans                          | 513                      | 16,01      | 32               | 26223      | 26190        |
| Rochechinard                             | 130                      | 9,78       | 13               | 26270      | 26190        |
| Saint-Agnan-en-Vercors                   | 365                      | 84,21      | 4                | 26290      | 26420        |
| Saint-Jean-en-Royans                     | 2.827                    | 27,86      | 101              | 26307      | 26190        |
| Saint-Julien-en-Vercors                  | 252                      | 18,47      | 14               | 26309      | 26420        |
| Saint-Laurent-en-Royans                  | 1.383                    | 27,39      | 50               | 26311      | 26190        |
| Saint-Martin-en-Vercors                  | 436                      | 27,13      | 16               | 26315      | 26420        |
| Saint-Martin-le-Colonel                  | 225                      | 3,18       | 71               | 26316      | 26190        |
| Saint-Nazaire-en-Royans                  | 821                      | 3,54       | 232              | 26320      | 26190        |
| Saint-Thomas-en-Royans                   | 582                      | 5,15       | 113              | 26331      | 26190        |
| Sainte-Eulalie-en-Royans                 | 542                      | 6,14       | 88               | 26302      | 26190        |
| Vassieux-en-Vercors                      | 338                      | 48,25      | 7                | 26364      | 26420        |
| Communauté de communes du Royans-Vercors | 9.733                    | 476,74     | 20               | –          | –            |